# Vittefleur
Vittefleur és un municipi francès situat al departament del Sena Marítim i a la regió de Normandia. L'any 2007 tenia 627 habitants.

## Demografia

### Població
El 2007 la població de fet de Vittefleur era de 627 persones. Hi havia 277 famílies de les quals 87 eren unipersonals (55 homes vivint sols i 32 dones vivint soles), 107 parelles sense fills i 83 parelles amb fills.
La població ha evolucionat segons el següent gràfic:
Habitants censats

### Habitatges
El 2007 hi havia 381 habitatges, 276 eren l'habitatge principal de la família, 86 eren segones residències i 18 estaven desocupats. 328 eren cases i 3 eren apartaments. Dels 276 habitatges principals, 207 estaven ocupats pels seus propietaris, 65 estaven llogats i ocupats pels llogaters i 4 estaven cedits a títol gratuït; 1 tenia una cambra, 19 en tenien dues, 55 en tenien tres, 63 en tenien quatre i 137 en tenien cinc o més. 160 habitatges disposaven pel capbaix d'una plaça de pàrquing. A 128 habitatges hi havia un automòbil i a 107 n'hi havia dos o més.

### Piràmide de població
La piràmide de població per edats i sexe el 2009 era:
| Homes | Edats   | Dones |
| ----- | ------- | ----- |
| 0     | 95 o +  | 0     |
| 4     | 90 a 94 | 4     |
| 8     | 85 a 89 | 4     |
| 4     | 80 a 84 | 16    |
| 12    | 75 a 79 | 28    |
| 8     | 70 a 74 | 16    |
| 12    | 65 a 69 | 20    |
| 20    | 60 a 64 | 16    |
| 20    | 55 a 59 | 12    |
| 40    | 50 a 54 | 16    |
| 16    | 45 a 49 | 32    |
| 20    | 40 a 44 | 20    |
| 20    | 35 a 39 | 28    |
| 20    | 30 a 34 | 8     |
| 12    | 25 a 29 | 32    |
| 16    | 20 a 24 | 16    |
| 16    | 15 a 19 | 24    |
| 20    | 10 a 14 | 12    |
| 24    | 5 a 9   | 16    |
| 20    | 0 a 4   | 12    |

## Economia
El 2007 la població en edat de treballar era de 392 persones, 264 eren actives i 128 eren inactives. De les 264 persones actives 234 estaven ocupades (141 homes i 93 dones) i 30 estaven aturades (11 homes i 19 dones). De les 128 persones inactives 55 estaven jubilades, 26 estaven estudiant i 47 estaven classificades com a «altres inactius».

### Ingressos
El 2009 a Vittefleur hi havia 275 unitats fiscals que integraven 634,5 persones, la mediana anual d'ingressos fiscals per persona era de 17.568 €.

### Activitats econòmiques
Dels 18 establiments que hi havia el 2007, 3 eren d'empreses alimentàries, 1 d'una empresa de fabricació d'altres productes industrials, 3 d'empreses de construcció, 2 d'empreses de comerç i reparació d'automòbils, 1 d'una empresa de transport, 2 d'empreses d'hostatgeria i restauració, 1 d'una empresa d'informació i comunicació, 3 d'entitats de l'administració pública i 2 d'empreses classificades com a «altres activitats de serveis».
Dels 5 establiments de servei als particulars que hi havia el 2009, 1 era un guixaire pintor, 1 fusteria, 1 empresa de construcció, 1 perruqueria i 1 restaurant.
Dels 3 establiments comercials que hi havia el 2009, 1 era una botiga de més de 120 m², 1 una botiga de menys de 120 m² i 1 una fleca.
L'any 2000 a Vittefleur hi havia 16 explotacions agrícoles que ocupaven un total de 187 hectàrees.

## Equipaments sanitaris i escolars
L'únic equipament sanitari que hi havia el 2009 era una ambulància.
El 2009 hi havia una escola elemental integrada dins d'un grup escolar amb les comunes properes formant una escola dispersa.

## Poblacions més properes
El següent diagrama mostra les poblacions més properes.